# Harry Hole
Harry Hole (ur. w 1965 w Oppsal, dzielnicy Oslo) − główny bohater liczącej dotychczas 13 części serii kryminałów autorstwa Jo Nesbø. Hole jest klasycznym przykładem niepokornego i bezkompromisowego policjanta, mającego bardzo niekonwencjonalne metody pracy i tylu przyjaciół, ilu wrogów.

## Charakterystyka
Postać: Matka Harry’ego – rodowita Laponka – umiera na raka, gdy bohater jest chłopcem. Z ojcem, który z zawodu jest nauczycielem, nigdy nie żył w dobrych relacjach. Śledczy ma także młodszą siostrę Sio z zespołem Downa. Hole mierzy 193 cm wzrostu, waży 95 kg i ma niebieskie oczy. Jest uzależniony od papierosów i alkoholu. Ostatni z tych nałogów przyczynia się do narastającego konfliktu z szefostwem i współpracownikami, jednak Bjarne Møller – szef Wydziału Zabójstw Komendy Okręgowej Policji w Oslo, w którym pracuje Hole i jednocześnie jeden z jego najlepszych przyjaciół – chroni policjanta przed wyrzuceniem z pracy. Nie robi tego jednak z litości – mimo wielu wad Hole ma niesamowity talent do rozwiązywania zagadek kryminalnych. Znakomity śledczy zyskał sławę w całej Norwegii dzięki zaangażowaniu w złapanie seryjnego mordercy w Australii.
Ukończył Wyższą Szkołę Policyjną, jest również jednym z niewielu w siłach policji, którzy przeszli specjalne roczne szkolenie FBI. Harry Hole ma dwoje bliskich przyjaciół w wydziale prawnym norweskiej policji. Należy do nich Beate Lønn, od której w krytycznych momentach Hole pozyskuje poufne i kluczowe dla swych śledztw informacje.
„Hole” – nazwisko bohatera – to jednocześnie nazwa jednego z miast Norwegii, którego historia sięga czasów wikingów. Pochodzi od staronordyjskiego hólar (liczba mnoga od hóll) oznaczającego „okrągłe, osamotnione wzgórze”.

## Powieści
Postać Harry'ego Hole występuje w trzynastu powieściach:
1. 1997 Flaggermusmannen (Człowiek-nietoperz, przeł. Iwona Zimnicka, Otwock 2005, ISBN 83-726-4254-0) − Harry zostaje wysłany do Sydney, by zbadać sprawę zabójstwa swej rodaczki[2].
2. 1998 Kakerlakkene (Karaluchy, przeł. I. Zimnicka, Wrocław 2011, ISBN 978-83-245-9025-4) – śledczy wyrusza do Tajlandii, by przyjrzeć się zagadce śmierci norweskiego ambasadora[3].
3. 2000 Rødstrupe (Czerwone gardło, przeł. I. Zimnicka, Wrocław 2006, ISBN 978-83-271-5786-7) – Hole zostaje mianowany komisarzem i tropi mordercę, który chce zemścić się na norweskiej rodzinie królewskiej[4].
4. 2002 Sorgenfri (Trzeci klucz, przeł. I. Zimnicka, Wrocław 2007, ISBN 978-83-271-5788-1) – Harry bada sprawę brutalnego napadu na bank i zostaje posądzony o zabicie swojej byłej dziewczyny[5].
5. 2003 Marekors (Pentagram, przeł. I. Zimnicka, Wrocław 2007, ISBN 978-83-7384-702-6) – śledczy podejrzewa jednego z komisarzy ze swego wydziału – Toma Waalera – o udział w przemycie broni i doprowadzenie do śmierci jego byłej partnerki z wydziału[6].
6. 2005 Frelseren (Wybawiciel, przeł. I. Zimnicka, Wrocław 2009, ISBN 978-83-245-8698-1) – Harry tropi zabójcę, który podczas bożonarodzeniowego koncertu strzela do oficera Armii Zbawienia[7].
7. 2007 Snømannen (Pierwszy śnieg, przeł. I. Zimnicka, Wrocław 2010, ISBN 978-83-245-8988-3) – Hole próbuje odszukać seryjnego mordercę terroryzującego Norwegię. Okazuje się, że może nim być jeden z bliskich współpracowników policjanta[8].
8. 2009 Panserhjerte (Pancerne serce, przeł. I. Zimnicka, Wrocław 2009, ISBN 978-83-245-8995-1) – śledczy powraca z Hongkongu. Na własną rękę tropi seryjnego mordercę, który za swój cel obiera kobiety[9].
9. 2011 Gjenferd (Upiory, przeł. I. Zimnicka, Wrocław 2012, ISBN 978-83-245-9257-9) – Hole ponownie wraca do Oslo, by przyjrzeć się sprawie morderstwa, o które podejrzany jest Oleg, syn jego byłej wieloletniej partnerki. Śledztwo doprowadza go do podziemia narkotykowego w Oslo[10].
10. 2013 Politi (Policja, przeł. I. Zimnicka, Wrocław 2013, ISBN 978-83-271-5797-3) – oficer policji zostaje znaleziony martwy w miejscu dawno popełnionej zbrodni, którą badał, ale nie zdołał jej rozwikłać. W następnych miesiącach taki sam los spotyka kolejnych  funkcjonariuszy: brutalnym zabójstwom policjantów odpowiadają nierozwiązane zbrodnie z przeszłości[11].
11. 2017 Tørst (Pragnienie, przeł. I. Zimnicka, Wrocław 2017, ISBN 978-83-271-5597-9) – Kobieta, która umówiła się na randkę przez internet, zostaje znaleziona martwa. Ślady pozostawione na jej ciele wskazują, że morderca jest wyjątkowo bezwzględny. Presja mediów i społeczeństwa, by znaleźć mordercę, jest na tyle duża, że policja zwraca się do Harry'ego Hole. Niepokorny detektyw podejmuje śledztwo, dopiero gdy zaczyna podejrzewać, że morderstwo ma związek z jego nierozwiązaną sprawą z przeszłości[12].
12. 2019 Kniv (Nóż, przeł. I. Zimnicka, Wrocław 2019, ISBN 978-83-271-5916-8) – Harry Hole wrócił do punktu wyjścia: znowu pije, Rakel wyrzuciła go z domu, ponownie mieszka przy Sofies gate. Pewnego dnia budzi się z obezwładniającym kacem, a na dłoniach i ubraniu ze zdumieniem spostrzega ślady krwi. Kompletnie nic nie pamięta z minionej nocy…Harry wiele przeżył, ale nawet on nie jest gotowy na koszmar, jaki zgotował mu los. Policjant musi zmierzyć się nie tylko ze starym, śmiertelnym wrogiem, ale i ze swoim osobistym piekłem.
13. 2022 Blodmåne (Krwawy księżyc, przeł. I. Zimnicka, Wrocław 2022, ISBN 978-83-271-6359-2) - Życie Harry’ego Hole się rozpadło. W akcie rozpaczy ekspolicjant leci do Los Angeles, by tam zapić się na śmierć. Nieubłaganie stacza się na dno, przesiadując w barze. Tutaj poznaje podstarzałą aktorkę Lucille. Kobieta jest zadłużona na niemal milion dolarów, co może mieć śmiertelne konsekwencje. Harry wyrywa się z alkoholowego ciągu, żeby ratować nową znajomą z rąk kartelu narkotykowego. W tym czasie w Oslo zostają zamordowane dwie dziewczyny. Główny podejrzany  potentat na rynku nieruchomości – wynajmuje Harry’ego, by udowodnił jego niewinność. Jeśli w ciągu dziesięciu dni uda się doprowadzić do wykrycia zabójcy, detektyw zdobędzie pieniądze, którymi spłaci dług Lucille. Hole tworzy zespół złożony z taksówkarza handlującego narkotykami, skorumpowanego policjanta i chorego na raka psychologa. Zegar tyka bezlitośnie, Harry popełnia błędy, morderca bawi się ze wszystkimi w kotka i myszkę. A nad Oslo niebawem wzejdzie Krwawy Księżyc…